# Форньот
Форньот (на старонорвежки: Fornjótr) е великан в скандинавската митология, баща на великаните Егир (властелин на моретата), Логи (властелин на огъня) и Кари (властелин на вятъра). В древноскандинавските саги обаче Форньот е човек от плът и кръв, крал на „Gotlandi“, „Kænlandi“ и „Finnlandi“ и дава началото на кралска кръвна линия чрез тримата си сина Логи, Кари и Егир. Това конкретно е отбелязано в сагите „История на владетелите на Оркни“ („Orkneyinga saga“) и „Как Норвегия бе населена“ („Hversu Noregr byggdist“).
Форньот според сагите („История на Норвегия“ (Historia Norwegiæ), Сага за Инглингите, Беоулф и др.нордически източници) е родоначалникът на кралската династия на Инглингите, първите крале на Норвегия и Швеция.
Като се има предвид, че името му съдържа съставната част „njótr“, която се отнася за „собственост, притежание“ е възможно наистина Форньот да е бил един от първите заселници на Норвегия и неговото потомство действително да има отношение към династията на Инглингите.